# Palešnik
Palešnik är en ort i Kroatien.   Den ligger i länet Bjelovar-Bilogoras län, i den östra delen av landet, 80 km öster om huvudstaden Zagreb. Palešnik ligger 137 meter över havet och antalet invånare är 515.
Terrängen runt Palešnik är platt. Runt Palešnik är det glesbefolkat, med 11 invånare per kvadratkilometer. Närmaste större samhälle är Garešnica, 7,4 km söder om Palešnik. Trakten runt Palešnik består till största delen av jordbruksmark.